# Phorinia auriforns
Phorinia auriforns är en tvåvingeart som beskrevs av Robineau-desvoidy 1830. Phorinia auriforns ingår i släktet Phorinia och familjen parasitflugor. Inga underarter finns listade i Catalogue of Life.